# Sam et l'Ours
Pour la bande dessinée homonyme, voir Sam (bande dessinée, 2010). Pour les autres homonymes, voir Sam.
Sam ou Sam et l'Ours est une série de bande dessinée franco-belge humoristique, créée dans le no 1553 (1967) du Journal de Spirou.
Elle est scénarisée par Paul Deliège et dessinée par Lagas.

## Synopsis
Sam est un chasseur d’ours qui raconte ses exploits et ses techniques pour attraper les ours.

## Les personnages
- Sam est un chasseur d’ours bête et maladroit.
- L’ours est très intelligent.

## Publication

### Albums
- 1 Le Petit Monde de Sam - Intégrale Tome 2, Le Coffre à BD/ Éd. du Topinambour, Tournefeuille/Soissons, 2005
Scénario : Paul Deliège - Dessin : Lagas - Couleurs : quadrichromie -  (ISBN 2-35007-012-3)Contient : Sam et le papier attrape-ours ; Ours-naping ; Sports d'hiver ; Psychothérapie ; Un poulet au pied ; Un ours amoureux et 4 gags inédits. Tirage limité à 150 exemplaires. (BNF 40109803)
- 2 Le Petit Monde de Sam - Intégrale Tome 2, Le Coffre à BD/ Éd. du Topinambour, Tournefeuille/Soissons, mai 2006
Scénario : Paul Deliège - Dessin : Lagas - Couleurs : quadrichromie -  (ISBN 2-350-07027-1) (BNF 40172956)
- 3 Au nord, rien de nouveau ?, Le Coffre à BD, Tournefeuille, avril 2007
Scénario : Paul Deliège - Dessin : Lagas - Couleurs : quadrichromie -  (ISBN 978-2-350-07051-3)Contient 7 gags inédits. Tirage limité à 150 exemplaires. (BNF 41023335)
- 4 Moi, l'homme du Québec, Le Coffre à BD, Tournefeuille, décembre 2007
Scénario : Paul Deliège - Dessin : Lagas - Couleurs : quadrichromie -  (ISBN 978-2-350-07072-8)Contient 3 gags inédits. Tirage limité à 150 exemplaires. (BNF 41200653)
- 5 Souvenirs mabouls, Le Coffre à BD, Tournefeuille, novembre 2008
Scénario : Paul Deliège - Dessin : Lagas - Couleurs : quadrichromie -  (ISBN 978-2-350-07096-4)Contient 5 gags inédits. Tirage limité à 150 exemplaires. (BNF 41368379)
- 6 Les Échos de la forêt !, Le Coffre à BD, Tournefeuille, décembre 2009
Scénario : Paul Deliège - Dessin : Lagas - Couleurs : quadrichromie -  (ISBN 978-2-350-07128-2)Contient 5 gags inédits. Tirage limité à 150 exemplaires. (BNF 42134200)
- 7 Canada, c'est le pied !, Le Coffre à BD, Tournefeuille, octobre 2010
Scénario : Paul Deliège - Dessin : Lagas - Couleurs : quadrichromie -  (ISBN 978-2-350-07159-6)Contient 3 gags inédits. Tirage limité à 150 exemplaires. (BNF 42293084)
- 8 Tant qu'il y aura des... trappeurs, Le Coffre à BD, Tournefeuille, juillet 2011
Scénario : Paul Deliège - Dessin : Lagas - Couleurs : quadrichromie -  (ISBN 978-2-350-07193-0)Contient 3 gags inédits. Tirage limité à 150 exemplaires. (BNF 42502302)
- 9 Crac ! Boum ! C'est la fête !, Le Coffre à BD, Tournefeuille, décembre 2012
Scénario : Paul Deliège - Dessin : Lagas - Couleurs : quadrichromie -  (ISBN 978-2-350-07159-6)Contient 5 mini-récits de la série publiés en 1968-1969 : Sam vend la peau de l'ours, Sam et l'appeau de l'ours, Sam n'a pas de pot,  Sam veut sa revanche, Sam et la ruche. Tirage limité à 150 exemplaires. (BNF 43583555)
- 10 Crac ! Boum ! C'est la fête !, Le Coffre à BD, Tournefeuille, avril 2013
Scénario : Paul Deliège - Dessin : Lagas - Couleurs : quadrichromie -  (ISBN 978-2-350-07266-1)Contient 5 mini-récits de la série publiés en 1969 : Sam et le diplômé, Sam's western story, Sam et l'hypnotisme, Sam et l'intruse, Pas à pas avec Sam et 2 gags inédits et un tiré à part signé et numéroté par Lagas. Tirage limité à 150 exemplaires. (BNF 43583555)
- 11 L'Ahuri du Grand Nord, Le Coffre à BD, Tournefeuille, octobre 2013
Scénario : Paul Deliège - Dessin : Lagas - Couleurs : quadrichromie -  (ISBN 978-2-350-07287-6)Contient 5 mini-récits de la série publiés en 1969-1970 : Sam vous met au parfum, Alerte au gaz avec Sam, Ca barde avec Sam, Ni trop ni trop peu pour Sam, Sam en bouche un coin. Album à couverture cartonnée et dos toilé de 50 pages en couleurs au format 31 x  22,5 cm. (BNF 43712615)
- 12 L'Homme tranquille ?, Le Coffre à BD, Tournefeuille, septembre 2014
Scénario : Paul Deliège - Dessin : Lagas - Couleurs : quadrichromie -  (ISBN 978-2-350-07325-5)Contient 5 mini-récits de la série publiés en 1970-1971 : Sam et l'attrape nigaud, Sam a des ennuis de circulation,  Sam en apprend des choses, Sam dans la neige, Sam et le canon. (BNF 44206553)
- 13 Un grand salut !, Le Coffre à BD, Tournefeuille, juin 2015
Scénario : Paul Deliège - Dessin : Lagas - Couleurs : quadrichromie -  (ISBN 978-2-350-07376-7)Contient 6 mini-récits de la série publiés en 1971-1974 : Sam photographe, Sam et un ours en hiver,  Sam n'attrape pas plus d'ours avec du miel, Sam et le cheval de Troie, Sam artilleur et Tiens ! Voilà Sam le facteur !. (BNF 44352201)

### Pré-publication
La série a été publiée dans le Journal de Spirou entre 1968 et 1983.